# Gakpè
Gakpè è un arrondissement del Benin situato nella città di Ouidah (dipartimento dell'Atlantico) con 5.846 abitanti (dato 2006).